# White Citizens Council
Das White Citizens Council (WCC) war eine US-amerikanische Organisation, welche die Ideen einer weißen Vorherrschaft propagierte. Sie wurde am 11. Juli 1954 gegründet und ab 1956 als Citizens Councils of America weiter geführt. Mit über 60.000 Mitgliedern, die meisten davon in den Südstaaten, war sie ein maßgeblicher Gegner der Rassenintegration bzw. der Bürgerrechtsbewegung in den 1950ern und -60ern. Das WCC setzte dabei auf den ökonomischen Boykott und andere Formen der Einschüchterung von schwarzen Bürgerrechtsaktivisten, darunter auch möglichst zu verhindern, dass die Betreffenden einen Arbeitsplatz fanden.
In den 1970er Jahren schwand der Einfluss des WCC beständig, nachdem es Mitte der 1960er Jahre zur Verabschiedung verschiedener Bürgerrechtsgesetze gekommen war und die Bundesregierung die Bürgerrechte verstärkt durchsetzte. 1985 wurde als Nachfolgeorganisation das Council of Conservative Citizens gegründet.

## Geschichte
Der Ursprung des White Citizens Council liegt in Mississippi. Einige Quellen berichten, das die Gründung in Greenwood stattfand, nach der Entscheidung Brown vs. Board of Education des Obersten Gerichtshofs 1954/55. In dieser wurde erklärt, dass die Rassentrennung in Schulen nach dem Grundsatz getrennt aber gleich verfassungswidrig sei. Andere sagen, die Gründung fand in Indianola statt. Der Anführer war Robert B. Patterson aus Indianola. Er war Betreiber einer Plantage und der frühere Kapitän der Football-Mannschaft der Mississippi State University. Es folgten rasch Gründungen weiterer Chapter in anderen Orten.
Patterson und seine Unterstützer gründeten den WCC als eine Antwort auf die zunehmenden Aktivitäten des Regional Council of Negro Leadership, einer Bürgerrechtsorganisation unter Leitung von T. R. M. Howard, welche dieser 1951 in der nur von Schwarzen bewohnten Stadt Mound Bayou gegründet hatte. Mound Bayou lag 40 Meilen von Indianola entfernt. Während er als Erwachsener gegen derartige Organisationen vorging, war Patterson in seiner Jugend mit Aaron Henry befreundet, welcher später in der RCNL aktiv war und später zum Leiter des Mississippi-NAACP wurde.
Innerhalb weniger Monate hatte das WCC weitere Mitglieder gewonnen und neue Chapter außerhalb von Mississippi gegründet, überall im Tiefen Süden. Es hatte oftmals die Unterstützung wichtiger Personen der jeweiligen Orte, in der Wirtschaft, der Zivilgesellschaft und manchmal auch religiöse Autoritäten.

### Wirtschaftliche Schädigungen und Gewalt
Anders als der Ku-Klux-Klan trafen sich die Mitglieder des WCC offen und sie „verfolgten die Klan-Agenda mit dem Vorgehen des Rotary Club.“ Die Gruppe vermied den Einsatz von Gewalt, sondern setzte auf wirtschaftliche und politische Taktiken gegen Bürgerrechtsaktivisten. Doch der Historiker Charles M. Payne bemerkte, dass – entgegen den offiziellen Verlautbarungen – den Einschüchterungs-Kampagnen des WCC häufig Gewalt gefolgt sei. Gelegentlich hatten einige lokale Councils auch direkt zur Gewalt aufgehetzt. So äußerte sich Senator James Eastland bei einem großen Council-Treffen in Montgomery, anlässlich des Busboykotts, in Anspielung an die Amerikanische Unabhängigkeitserklärung folgendermaßen:

“When in the course of human events, it becomes necessary to abolish the Negro race, proper methods should be used. Among these are guns, bows and arrows, sling shots and knives. We hold these truths to be self-evident that all whites are created equal with certain rights; among these are life, liberty and the pursuit of dead niggers.”

„Wenn es in der Entwicklung der Menschheit nötig werden sollte, die Negerrasse abzuschaffen, dann sollten entsprechende Methoden angewendet werden. Dazu gehören Schusswaffen, Bögen und Pfeile, Zwillen und Messer. Wir halten folgende Wahrheit für selbstverständlich, das alle Weißen gleich und mit bestimmten Rechten erschaffen wurden und zu diesen gehören Leben, Freiheit und das Streben nach toten Niggern.“

Die White Citizens Councils nutzten wirtschaftliche Repressionen gegen Afroamerikaner, welche die Desegregation und Wählerrechte unterstützten oder dem NAACP angehörten. Dazu gehörte das Einfordern von Hypothekendarlehen, das Verweigern von Darlehen und Krediten und der Boykott von Geschäften, welche sich im Besitz von Schwarzen befanden. In manchen Städten wurden Listen mit den Namen von NAACP-Unterstützern und Personen, welche Anti-Rassentrennungs-Petitionen unterschrieben hatten, in lokalen Zeitungen veröffentlicht, mit der Aufforderung sie wirtschaftlich zu schädigen. So wurden beispielsweise 1955 in Yazoo City in Mississippi die Namen von 53 Unterstützern einer Petition zur Rassenintegration an Schulen in einer lokalen Zeitung veröffentlicht. Diese Personen verloren kurz darauf ihren Job und ihre Kredite wurden gekündigt. Charles Payne formulierte es so, dass die Councils eine „Welle von wirtschaftlichen Repressalien“ gegen alle – weiß wie schwarz – entfesselten, welche eine Gefahr für den Status quo darstellten.
Die erste Arbeit von Medgar Evers für den NAACP auf nationaler Ebene war das Interviewen von Personen aus Mississippi, welche vom WCC eingeschüchtert wurden. Diese gaben eidesstattliche Versicherungen ab, welche als Beweis gegen die Councils verwendet werden sollten, sofern notwendig. Evers wurde durch Byron De La Beckwith ermordet, einem Mitglied von WCC und Ku Klux Klan. Seine Verteidigung wurde durch das White Citizens Council finanziert.

### Politischer Einfluss

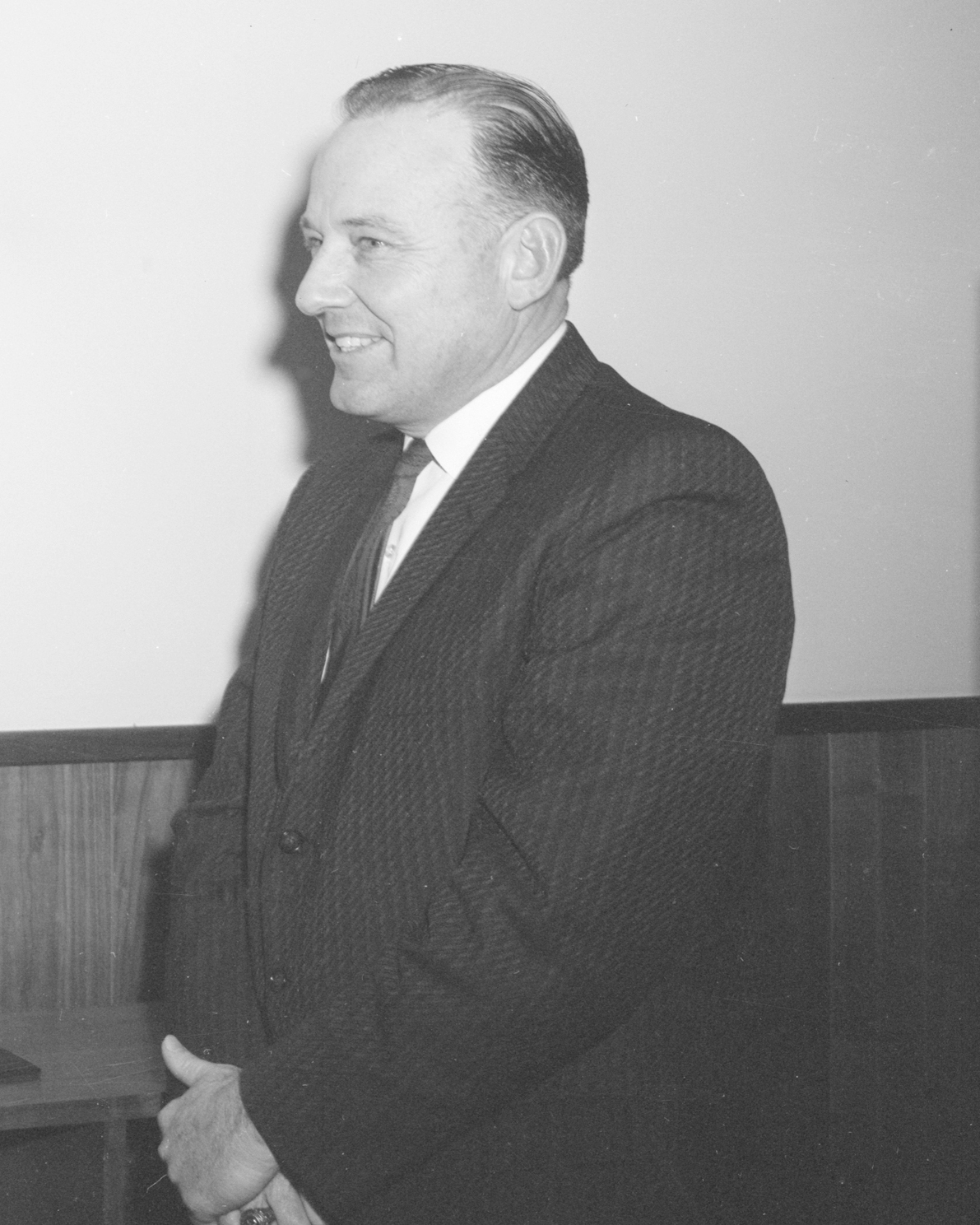
Joe D. Waggonner Jr.

Viele Politiker auf lokaler Ebene und auf Ebene der Bundesstaaten waren Mitglied der Councils, wodurch die Organisation selbst in manchen Bundesstaaten Einfluss auf die Gesetzgebung erhielt. In Mississippi finanzierte die State Sovereignty Commission die Citizens Councils mit bis zu 50.000 US-Dollar pro Jahr. Diese staatliche Einrichtung gab auch Informationen an die Councils weiter, welche bei Ermittlungen und bei der Überwachung von Bürgerrechtsaktivisten gewonnen worden waren. So war Ney Williams beispielsweise sowohl Direktor beim Citizens Council als auch Berater von Ross Barnett, dem Gouverneur von Mississippi. Barnett selbst war Mitglied des Councils, ebenso Allen C. Thompson, der Bürgermeister von Jackson. 1955, während des Busboykotts von Montgomery, erklärten alle drei Mitglieder der Stadtkommission im Fernsehen, dass sie dem Citizens Council beigetreten seien.
Laut Numan Bartley wurde das Citizens Council in Louisiana ursprünglich vom dortigen Joint Legislative Committee geschaffen, um die Rassentrennung aufrechtzuerhalten. Die dortige Council-Führung umfasste den Staats-Senator und Kandidaten für das Gouverneursamt William Rainach, das spätere Mitglied des US-Repräsentantenhauses Joe D. Waggonner Jr., den Verleger Ned Touchstone sowie Leander Perez, welcher politisch die Parishes Plaquemines und St. Bernard kontrollierte. Am 16. Juli 1956 wurde unter dem „massiven Druck durch das White Citizens Councils“ von der Louisiana State Legislature eine Ergänzung zur Verfassung von Louisiana verabschiedet, welcher die Rassentrennung in nahezu jedem Aspekt des öffentlichen Lebens festschrieb. Die Erweiterung wurde am 16. Juli 1956 durch Governor Earl Long unterschrieben und galt ab dem 15. Oktober. Ein Ausschnitt aus dieser lautet:

“An Act to prohibit all interracial dancing, social functions, entertainments, athletic training, games, sports, or contests and other such activities; to provide for separate seating and other facilities for white and negroes [lower case in original] ... That all persons, firms, and corporations are prohibited from sponsoring, arranging, participating in or permitting on premises under their control ... such activities involving personal and social contact in which the participants are members of the white and negro races ... That white persons are prohibited from sitting in or using any part of seating arrangements and sanitary or other facilities set apart for members of the negro race.  That negro persons are prohibited from sitting in or using any part of seating arrangements and sanitary or other facilities set apart for white persons.”

„Ein Gesetz um das gemischtrassige Tanzen, soziale Funktionen, Entertainment, die sportliche Ausbildung, Spiele, Sport oder Wettbewerbe oder ähnliche Aktivitäten zu verbieten; das Bereitstellen getrennter Sitze und anderer Einrichtungen für Weiße und Neger ... Dass es allen Personen, Firmen und Unternehmen verboten ist, zu finanzieren, arrangieren, teilzunehmen oder es auf ihrem Gelände zu erlauben ... derartige Aktivitäten, die persönlichen oder sozialen Kontakt enthalten, in welcher die Teilnehmer Mitglied der weißen und der Negerrasse sind ... Dass es weißen Personen verboten ist, die Sitzeinteilung zu verletzen und sanitäre oder andere Einrichtungen zu nutzen, welche für die Mitglieder der Negerrasse bestimmt sind. Dass es Negern verboten ist, die Sitzeinteilung zu verletzen und sanitäre oder andere Einrichtungen zu nutzen, welche für Weiße bestimmt sind.“

### Schulische Rassentrennung und Niedergang des Councils
In der zweiten Hälfte der 50er veröffentlichte das White Citizens Council Kinderbücher, in denen erklärt wurde, dass es auch im Himmel eine Rassentrennung gäbe.
In Mississippi wurde die Rassenintegration in den Schulen, auch durch das Engagement des WCC, bis 1964 verhindert. Als die Desegregation der Schulen immer weiter voranschritt, wurden in manchen Kommunen sogenannte council schools gegründet, Privatschulen, welche nur von weißen Kindern besucht werden durften. Viele dieser Segregation Academies sind auch heute noch offen, wenn auch nicht mehr alle ausschließlich Weiße aufnehmen.
In den 1970ern schwand der Einfluss des WCC, nachdem sich die Einstellung der weißen Südstaatler bezüglich der Desegregation zu wandeln anfing. Zuvor waren in den 60ern verschiedene Bürgerrechtsgesetze verabschiedet worden, so der Civil Rights Act of 1964 und der Voting Rights Act von 1965. Auch setzte die Bundesregierung die Bürgerrechte auch verstärkt im Süden durch. Mitglieder des WCC gründeten 1985 das Council of Conservative Citizens als Nachfolgeorganisation.